# Такэсита, Нобору
Нобору Такэсита (яп. 竹下 登, 26 февраля 1924, Уннан, Симане, Япония — 19 июня 2000) — японский государственный деятель, премьер-министр Японии (1987—1989).

## Биография
Окончил Университет Васэда.
В 1958—2000 гг. — депутат Палаты представителей японского парламента, его отличало умение за счет бюджета проводить различные политически выгодные ЛДП и лично ему проекты, что позволяло ему сохранять свой мандат практически до самой смерти.
В 1971—1974 гг. — генеральный секретарь кабинета министров,
в 1976 г. — министр строительства,
в 1979—1980 и в 1982—1986 гг. — министр финансов Японии. На этом посту участвовал в заключении Соглашения «Плаза» (1985), предусматривавшего ряд мер по регулированию валютных рынков. Его целью было снижение курса доллара и увеличение курсов остальных валют. Каждая страна-подписант корректировала свою экономическую политику и обязывалась вмешаться в работу валютных рынков в той мере, которая была необходима для девальвации доллара.
В 1985 г. становится председателем крупнейшей фракции ЛДП.
В 1986—1987 гг. — генеральный секретарь ЛДП.
В 1987—1989 гг. — премьер-министр Японии. Он был последним премьер министром эпохи Сёва и первым эпохи Хэйсэй. 7 января император Хирохито скончался после 62 лет правления, передав престол императору Акихито. 
Ушел в отставку в результате коррупционного скандала, связанного с продажей акций компании Recruit Cosmos.
Находясь в отставке, продолжал оставаться одним из самых влиятельных закулисных фигур японской политики.